# Inverso da potência das distâncias
O método do inverso da potência das distâncias é um procedimento para estimação ou interpolação determinista (por oposição a um processo estocástico) em recurso a um conjunto de dados separados, geralmente no espaço. As localizações de valor desconhecido são calculadas em recurso a uma média ponderada pelo inversos das distâncias dessa mesma localização à localização de valores conhecidos (regra geral os dados reais). É habitualmente utilizado em sistemas de informação geográfica e geoestatística e por esse motivo comparado com outros dos métodos de interpolação utilizados nessa área como é o caso da krigagem ou interpolação por vizinho mais próximo (também chamado, por vezes, método dos polígonos de influência). A sua formulação habitual é utilizando a potência de 2, sendo nesse caso denominado inverso do quadrado da distância.

## Nota histórica
No laboratório de Harvard para computação gráfica e análise espacial, começando em 1965, vários cientistas reconsideraram, entre outras coisas, as metodologias utilizadas em sistemas de informação geográfica. Howard Fisher concebeu um novo software de mapeamento chamado SYMAP com o objectivo de melhorar a interpolação. Divulgou o seu trabalho entre os seus colegas dos quais vários vieram a participar nos eventos do laboratório. Um desses colegas, Donald Shepard, decidiu melhorar o procedimento do SYMAP, sendo os seus desenvolvimentos documentados num artigo em 1968. O algoritmo de Shepard foi influenciado pelas experiências de William Warntz e outros colegas do mesmo laboratório que trabalhavam em análise espacial e conduziam experiências com a exponenciação da distância. Devido a isso Shepard usou o inverso da potência distância como ponderador na interpolação.

## Definição
O cálculo do valor u numa dada posição x em recurso às amostras {\displaystyle u_{i}=u(x_{i})} for {\displaystyle i=0,1,...,N} utilizando o método do inverso da potência das distâncias é (segundo Shepard, 1968):
{\displaystyle u(\mathbf {x} )=\sum _{i=0}^{N}{\frac {w_{i}(\mathbf {x} )u_{i}}{\sum _{j=0}^{N}{w_{j}(\mathbf {x} )}}},}
onde
{\displaystyle w_{i}(\mathbf {x} )={\frac {1}{d(\mathbf {x} ,\mathbf {x} _{i})^{p}}}}
- Repare-se que no cálculo do {\displaystyle w} o valor de {\displaystyle p} é a potência utilizada. Se, a título de exemplo, for substituído por 2 passar-se-ia a designar por método do inverso do quadrado da distância.
- Note-se também que o cálculo do ponderador numa localização onde exista uma amostra é indeterminado dado a distância ser zero e consequentemente com ponderador dividido por zero.
- Quanto maior a potência mais influência será dada às amostras mais próximas do ponto a estimar (ver figura a seguir).

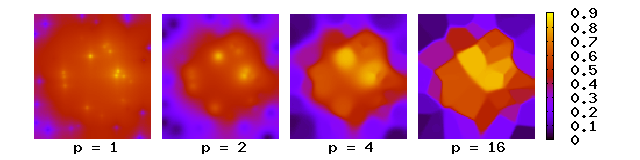
Interpolação segundo método de Shepard para diferentes potências p, a partir de pontos dispersos numa malha.

## Algoritmo do Inverso da potência das distâncias (Python)
A implementação bidimensional que se segue é feita na linguagem Python (versão 2.7.2) com recurso à biblioteca NumPy tendo por esse motivo o seguinte cabeçalho de importações (está considerado também a biblioteca matplotlib usada para visualização):
```
from
 
__future__
 
import
 
division

import
 
numpy
 
as
 
np

import
 
matplotlib.pyplot
 
as
 
plt

```

Repare-se que a primeira linha de importação refere-se à possibilidade de uma divisão entre inteiros poder ser lida como podendo ter um resultado decimal não sendo de maior consequência na transcrição do seguinte procedimento para qualquer outra linguagem (inclusive o próprio Python em versões mais recentes). A função que se segue faz, com efeito, a interpolação com recurso a uma matriz de dados na qual a primeira coluna é a coluna da posição X, a segunda posição Y, e terceira valor da amostra.
```
def
 
IPD
(
dados
,
blocos
,
p
):

    
resultado
 
=
 
np
.
zeros
(
blocos
)

    
for
 
x
 
in
 
xrange
(
resultado
.
shape
[
0
]):

        
for
 
y
 
in
 
xrange
(
resultado
.
shape
[
1
]):

             
dist
 
=
 
np
.
sqrt
((
x
-
dados
[:,
0
])
**
2
+
(
y
-
dados
[:,
1
])
**
2
)

             
if
 
0
 
in
 
dist
:

                 
ind
 
=
 
np
.
where
(
dist
 
==
 
0
)

                 
resultado
[
x
,
y
]
 
=
 
dados
[
ind
[
0
][
0
],
2
]

             
else
:

                 
resultado
[
x
,
y
]
 
=
 
np
.
sum
((
1
/
dist
**
p
)
*
dados
[:,
2
])
/
np
.
sum
(
1
/
dist
**
p
)

    
return
 
resultado

```

Numa versão simplificada poderiamos ter o seguinte procedimento:
```
def
 
IPD
(
dados
,
blocos
,
p
):

    
resultado
 
=
 
np
.
zeros
(
blocos
)

    
for
 
x
 
in
 
xrange
(
resultado
.
shape
[
0
]):

        
for
 
y
 
in
 
xrange
(
resultado
.
shape
[
1
]):

             
dist
 
=
 
np
.
sqrt
((
x
-
dados
[:,
0
])
**
2
+
(
y
-
dados
[:,
1
])
**
2
)

             
resultado
[
x
,
y
]
 
=
 
np
.
sum
((
1
/
dist
**
p
)
*
dados
[:,
2
])
/
np
.
sum
(
1
/
dist
**
p
)

    
return
 
resultado

```

No entanto repare-se que o algoritmo não está preparado para conceber casos onde a distância do bloco da matriz ao ponto é 0 (sendo por isso o inverso da distância de valor indeterminado). Assim inserindo a seguinte condição if/else podemos prever esta situação perguntando se existe algum valor 0 no vector calculado de distâncias entre pontos dos dados e bloco a calcular:
```
             
dist
 
=
 
np
.
sqrt
((
x
-
dados
[:,
0
])
**
2
+
(
y
-
dados
[:,
1
])
**
2
)

             
if
 
0
 
in
 
dist
:

                 
ind
 
=
 
np
.
where
(
dist
 
==
 
0
)

                 
resultado
[
x
,
y
]
 
=
 
dados
[
ind
[
0
][
0
],
2
]

             
else
:

                 
resultado
[
x
,
y
]
 
=
 
np
.
sum
((
1
/
dist
**
p
)
*
dados
[:,
2
])
/
np
.
sum
(
1
/
dist
**
p
)

```

Se existir tal caso então o algoritmo procura a posição do 0 e devolve esse valor como valor estimado (sendo por isso o valor da própria amostra onde está localizado), caso contrário é feito o procedimento de calculo habitual. Para melhor compreensão do algoritmo descrito aqui é importante que se compreenda o que algumas das funções fazem:
- np.where() - devolve um vector (ou vector de vectores, dependendo da dimensão do objecto) com as posições onde a condição que foi imposta é realizada, no nosso caso em particular onde o vector de distâncias tem o valor de 0. Existe a possibilidade de haver mais do que uma posição onde isto aconteça devolvendo portanto vários índices. Por esse motivo o resultado do np.where(), ind, é chamado como ind[0][0], o primeiro índice do primeiro vector.
- np.sum() - devolve a soma de todos os elementos do vector a que se aplica.
- np.sqrt() - calcula a raiz quadrada de um dado valor (ver formulação para o cálculo da Distância).

Na  utilização da função o utilizador deverá introduzir como argumentos a matriz de dados (onde as colunas devem ser X, Y , valor, por esta ordem: 0,1,2), uma tupla com o número de blocos na dimensão X e Y, por exemplo: (150,200), e finalmente o valor da potência que se pretende utilizar (2 para o inverso do quadrado das distâncias). No exemplo seguinte a estimação vai ser feita numa matriz de 150 blocos na direção X e 200 blocos na direção Y com recurso à função transcrita acima e ao seguinte conjunto de dados:

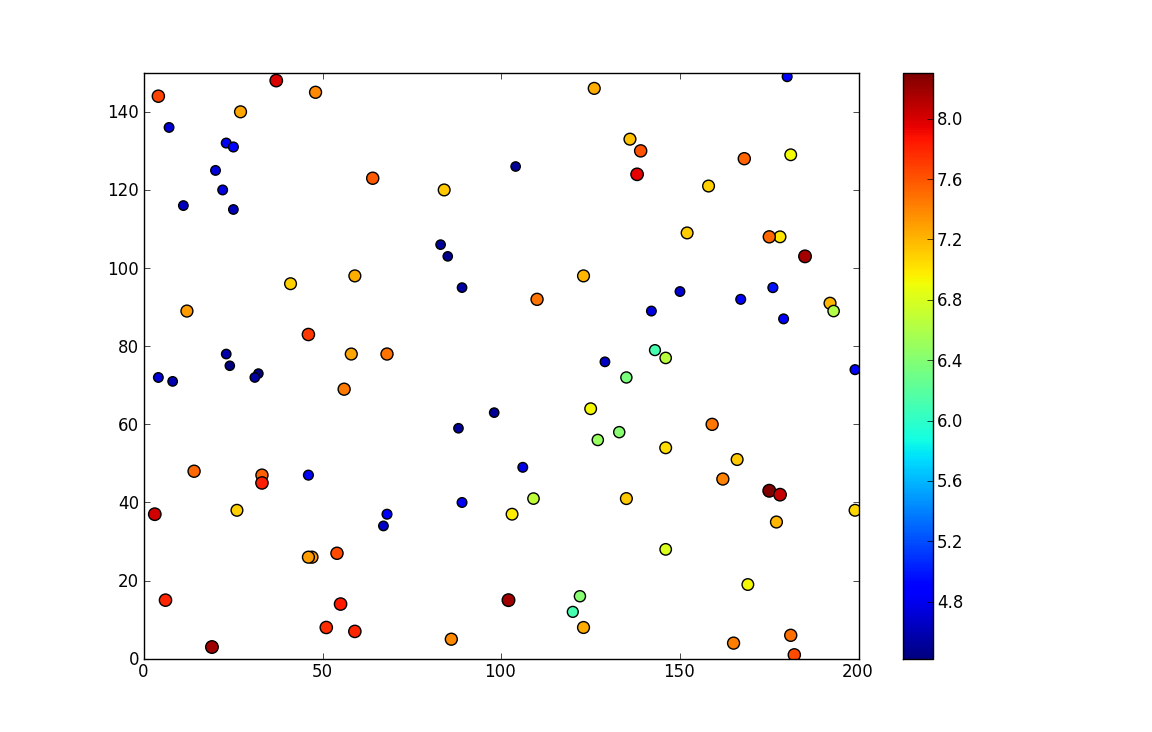
Dados utilizados no exemplo de estimação.

Da função, utilizando uma potência de dois resultou, o seguinte por comparação com a imagem original de onde foram retirados os dados:
A utilização de diferente potências (1 a 6) tem uma influência significativa no modelo final que se pode aproximar mais ou menos da imagem objectivo:
Evidentemente no sentido de se atingir uma imagem objectivo (nesta experiência por nós conhecida) não só é importante a representação visual como também a reprodução estatística dos dados. Não existe qualquer ferramenta matemática que force à reprodução do histograma na interpolação por inverso da potência das distâncias. Mesmo na eventualidade disso se concretizar nada garante que os dados usados na interpolação tenham a mesma distribuição univariada (histograma) que a imagem objectivo (ou área de estudo) como podemos ver na comparação seguinte entre a distribuição dos dados e distribuição da imagem objectivo:

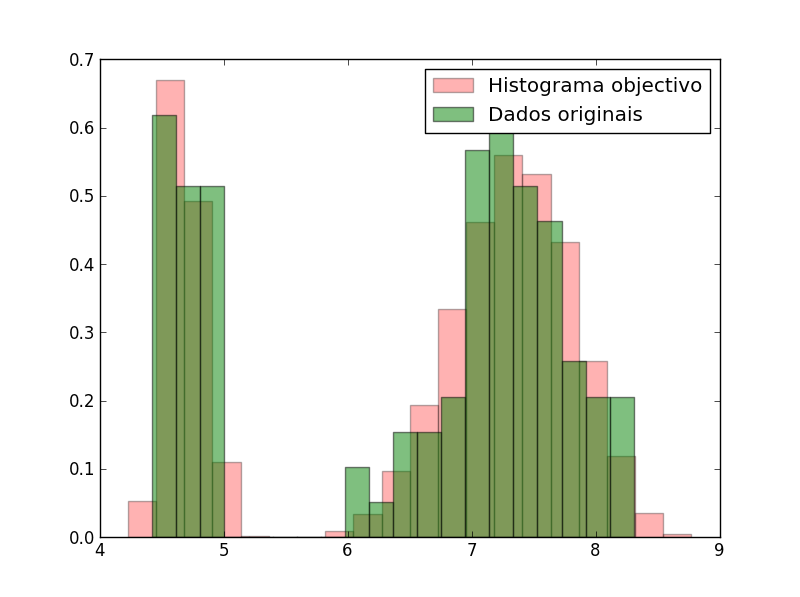

Analisando a reprodução do histograma nas interpolações por oposição à imagem objectivo podemos observar que para este caso em particular quanto maior a potência mais aproximado é o histograma:
Isto não implica que a melhor reprodução da imagem objectivo será com potências elevadas mas sim que dependerá do caso de estudo. Entre excepções de notar estão:
- A dimensão da área de estudo em relação à amostragem.
- A semelhança entre a distribuição estatística (entre outros atributos) dos dados utilizados na interpolação e a realidade (cuja análise dependerá evidentemente da experiência do modelador).

## Discussão
Existem várias modificações ao procedimento original de Shepard, geralmente por modificando o método de cálculo dos ponderados ou inserindo a noção de anisotropia na estimação à semelhança da krigagem.